# Équilibre de sédimentation
L’équilibre de sédimentation d'une solution est réalisé quand le flux de molécules dû à la sédimentation est exactement compensé par un flux opposé dû à la diffusion de la matière. La découverte de cet équilibre et son étude ont valu le prix Nobel de physique à Jean Perrin en 1926.
En biologie, l'étude de l’équilibre de sédimentation est une méthode de mesure de la masse moléculaire de protéines, par observation de sa position, après ultracentrifugation, au sein d’une solution à fort gradient de densité.